# Anderson, Quận Iron, Wisconsin
Anderson là một thị trấn thuộc quận Iron, tiểu bang Wisconsin, Hoa Kỳ. Năm 2010, dân số của thị trấn này là 56 người.